# Van Johnson
Pour les articles homonymes, voir Charles Johnson et Johnson.
Van Johnson, de son nom complet Charles Van Johnson, né le 25 août 1916 à Newport et mort le 12 décembre 2008 à Nyack, est un acteur américain.
Avec ses cheveux roux et ses taches de rousseur, il incarnait aux yeux des Américains « le gentil gars d'à côté », ce qui lui valut d'être très populaire dans les années 1940 et 1950. À sa mort en 2008, il était l'une des dernières stars de l'âge d'or d'Hollywood.

## Biographie

### Chez Warner Bros
Fils unique d'un père plombier né en Suède et émigré aux États-Unis enfant, et d'une mère d'origine hollandaise, Van Johnson est d'abord danseur de théâtre. Sa carrière d'acteur commence en 1936 à Broadway dans le spectacle de variétés, New Faces of 1936. Il revient à la danse et travaille dans des villégiatures près de New York City. En 1939, le directeur et dramaturge George Abbott lui donne le rôle d'un étudiant et celui de doublure des trois rôles principaux masculins, dans le film Too Many Girls. Puis Abbott l'embauche comme danseur et doublure de Gene Kelly dans la comédie musicale Pal Joey en 1940.
L'actrice Lucille Ball le remarque et le présente à la MGM. S'ensuit une série de bouts d'essais pour divers studios. La Columbia Pictures le refuse mais la Warner Brothers lui fait signer un contrat de six mois, de trois cents dollars par semaine. On lui donne le rôle d'un apprenti journaliste dans le film policier Murder in the Big House (1942) pour lequel on lui teint les cheveux et les sourcils en noir. Mais les airs de bon Américain de Van Johnson ne se prêtaient guère aux films réalistes. Aussi la Warner décide-t-elle de ne pas renouveler son contrat.

### À la MGM
La Metro-Goldwyn-Mayer l'embauche et lui dispense des cours de théâtre, d'élocution et de diction. Il se fait remarquer dans The War Against Mrs. Hadley (1942), ce qui incite la MGM à lui donner un rôle dans le nouvel opus d'une série de films « médicaux » de longue date (depuis 1938), Dr. Kildare, ayant pour vedette Lionel Barrymore. Van Johnson y tient le rôle du Dr Randall Adams dans Dr. Gillespie's New Assistant (1942).
Puis il est choisi pour incarner le frère soldat de Mickey Rooney dans Et la vie continue (1943), qui sera un grand succès. La même année, il reprend le rôle du docteur Randall Adams dans Dr. Gillespie's Criminal Case, puis rendosse l'uniforme pour Pilot no 5.

### L'accident
C'est grâce au film Un nommé Joe (A Guy Named Joe, 1943) que Van Johnson acquiert la notoriété. Aux côtés de Spencer Tracy et de Irene Dunne, il y incarne un jeune pilote qui a pour ange gardien un pilote récemment décédé (un remake sera réalisé en 1989 par Steven Spielberg, Always). Au milieu du tournage, Van Johnson est victime d'un grave accident de voiture : une barre en métal est enfoncée dans son front, et il a de nombreuses cicatrices sur le visage que la chirurgie esthétique de l’époque ne savait pas complètement enlever ou atténuer. Pendant des années, il utilisera un épais maquillage pour dissimuler les cicatrices. La MGM souhaitait le remplacer pour le film, mais Spencer Tracy insista pour qu'on le gardât. Un nommé Joe fut un énorme succès, et la carrière de Van Johnson décolla.

### La gloire
Ses blessures l’exemptèrent d'être enrôlé dans la Seconde Guerre mondiale. De nombreux autres acteurs servaient dans les forces armées, de sorte que l'accident a grandement profité à la carrière de Van Johnson. Il dira plus tard : Nous étions cinq. Il y avait James Craig, Robert Young, Robert Walker, Peter Lawford et moi-même. Tous testés pour le même rôle tout le temps. Van Johnson était très occupé, incarnant souvent des soldats. Il plaisantait à ce sujet : Je me souviens... d'avoir terminé un rôle de soldat un jeudi matin avec June Allyson et en commencer un nouveau le jeudi après-midi avec Esther Williams. Je ne savais pas dans quelle branche du service j'étais !

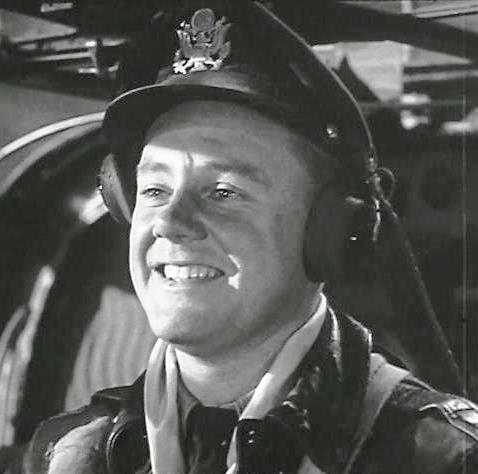
Dans Trente Secondes sur Tokyo (1944)

La MGM a façonné Van Johnson en jeune américain typique dans des drames de guerre et des comédies musicales. Son premier rôle de tête d'affiche dans un film de série A, était la comédie musicale Deux Jeunes Filles et un marin (Two Girls and a Sailor) de Richard Thorpe (1944), qui est un grand succès. C’est le premier des cinq films qu'il tournera avec June Allyson.

### L'après-guerre
Van Johnson tient le rôle du major Ted Lawson dans le film de guerre Trente Secondes sur Tokyo (1944) qui retrace l'histoire du Raid de Doolittle au Japon. Il est à nouveau le docteur Adams dans L'Impossible Amour (Between Two Women, 1945) puis tourne aux côtés d'Esther Williams dans Frisson d'amour, un film en Technicolor. Au box-office des stars de 1945, il est au top, ex æquo avec le chanteur-acteur Bing Crosby.

## Vie privée

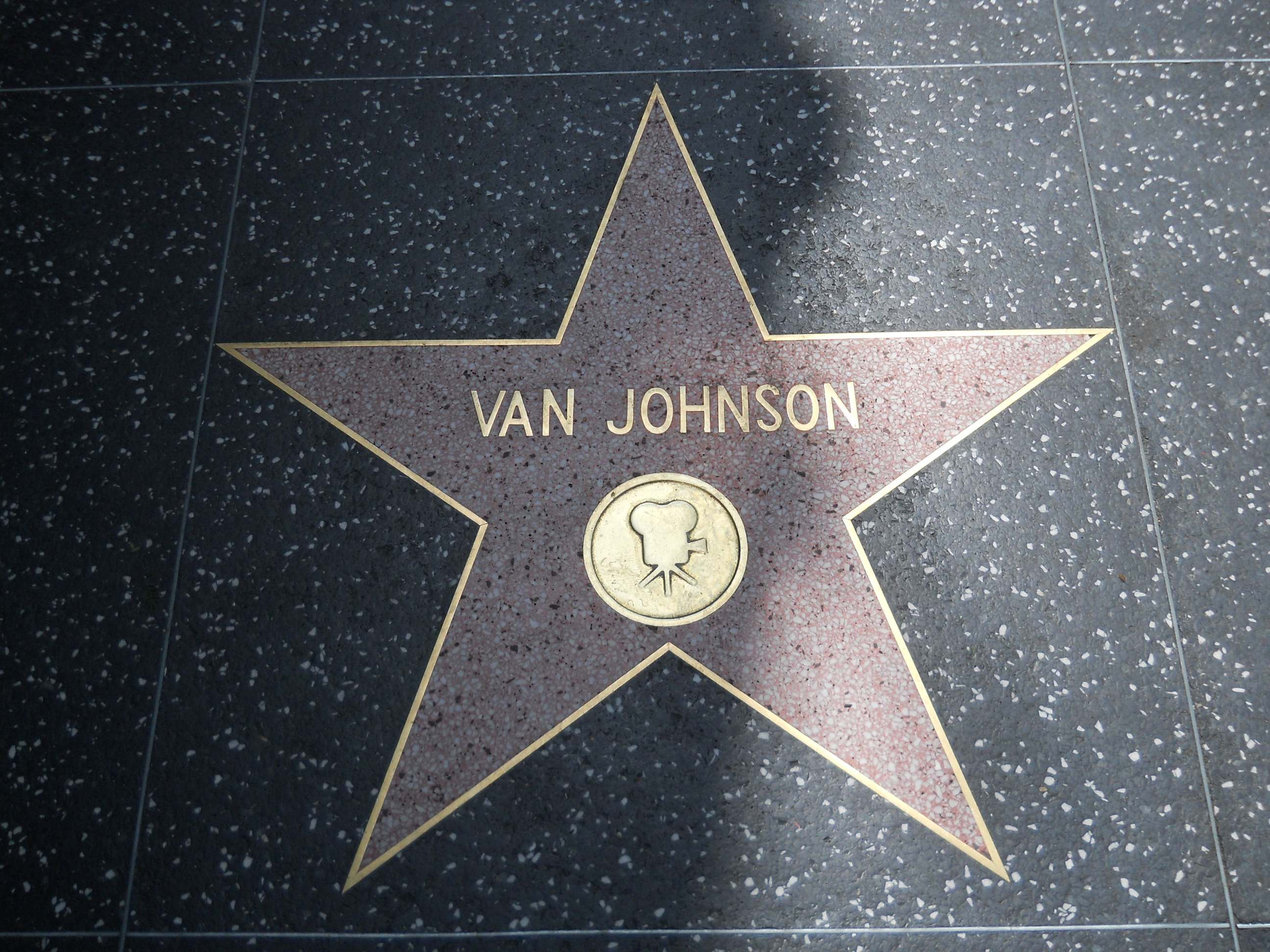
Étoile sur le Hollywood Walk of Fame au 6600 Hollywood Blvd.

Van Johnson épouse l'ancienne actrice de théâtre Eve Abbott en 1947, le lendemain de la finalisation du divorce de cette dernière d'avec l'acteur Keenan Wynn. En 1948, naît une fille, Schuyler. Le couple se sépare en 1961 et divorce en 1968. Eve Abbott publiera une déclaration après sa mort (à 90 ans) selon laquelle la MGM avait conçu leur mariage pour dissimuler l'homosexualité de Johnson. « Ils avaient besoin que leur « grande star » fût mariée afin d'étouffer les rumeurs sur ses préférences sexuelles, et malheureusement, c'était moi - la seule femme qu'il épouserait. » 
Le biographe de Van Johnson, Ronald L. Davis, écrit qu'il « semble que c'était bien connu dans la capitale du cinéma » que l'acteur avait des tendances homosexuelles, mais cela a été dissimulé.
Eve Abbott déclare encore que, contrairement à son image de « joyeux Van » à l'écran, il était morose et maussade en raison des débuts difficiles de sa vie. Elle a rapporté qu'il avait peu de tolérance pour les désagréments et qu'il regagnait vivement sa chambre au moindre petit problème. Il avait eu une relation difficile avec son père dans sa jeunesse, et il était en froid avec sa fille au moment de sa mort.

## Filmographie

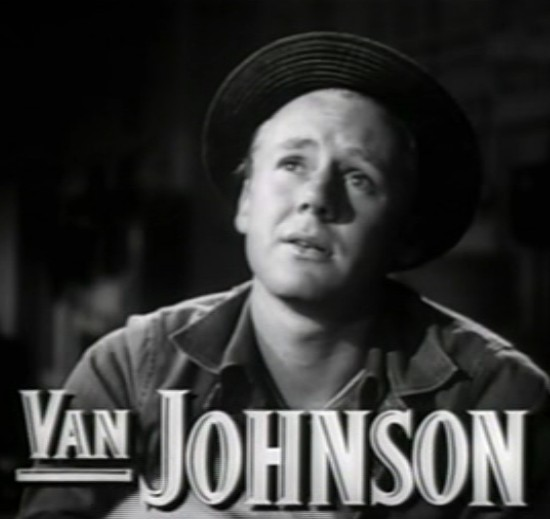
Dans Et la vie continue (1943)

### Au cinéma
(filmographie complète)

#### Années 1940
- 1940 : Too Many Girls de George Abbott
- 1940 : Murder in the Big House (en) de B. Reeves Eason
- 1942 : Je te retrouverai (Somewhere I'll Find You) de Wesley Ruggles
- 1942 : The War Against Mrs. Hadley de Harold S. Bucquet
- 1942 : Dr. Gillespie's New Assistant (en) de Willis Goldbeck
- 1943 : Dr. Gillespie's Criminal Case de Willis Goldbeck
- 1943 : Et la vie continue (The Human Comedy) de Clarence Brown
- 1943 : Pilot no 5 de George Sidney
- 1943 : Madame Curie de	Mervyn LeRoy
- 1943 : Un nommé Joe (A Guy Named Joe) de Victor Fleming
- 1944 : Deux Jeunes Filles et un marin (Two Girls and a Sailor), de Richard Thorpe
- 1944 : Les Blanches Falaises de Douvres (The white cliffs of Dover) de Clarence Brown
- 1944 : Trois hommes en blanc (Three Men in White) de Willis Goldbeck
- 1944 : Trente Secondes sur Tokyo de Mervyn LeRoy
- 1945 : L'Impossible Amour (Between Two Women) de Willis Goldbeck
- 1945 : Frisson d'amour (Thrill of a Romance) de Richard Thorpe

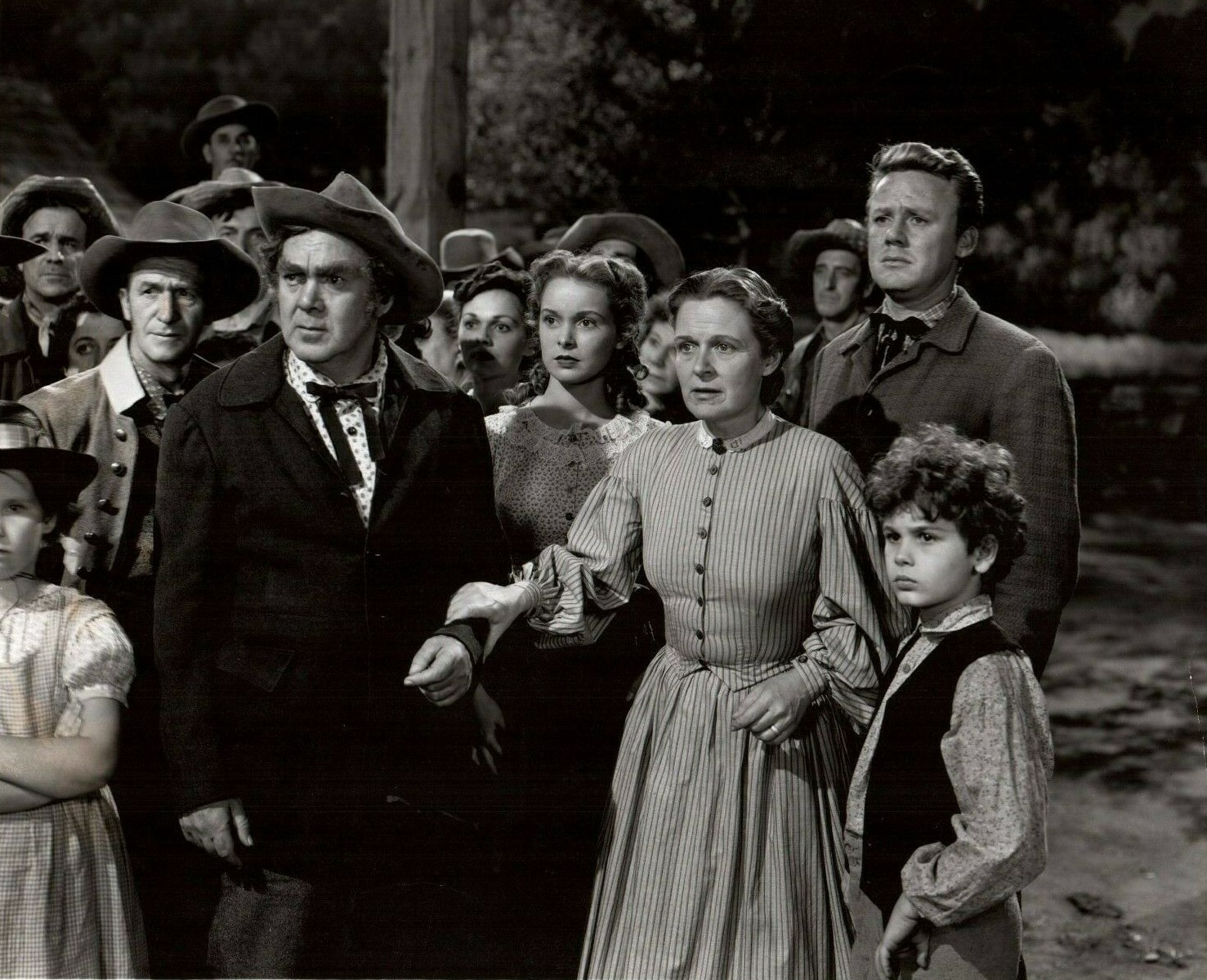
(à droite) Dans L'Heure du pardon (1947)

- 1945 : Week-end au Waldorf (Week-end at Waldorf) de Robert Z. Leonard
- 1946 : Ève éternelle  (Easy to Wed) de Edward Buzzell
- 1946 : Pas de congé, pas d'amour (No Leave, No Love) de Charles Martin
- 1946 : La Pluie qui chante (Till The Clouds Roll By) de Richard Whorf
- 1947 : L'Île enchantée (High Barbaree) de Jack Conway
- 1947 : L'Heure du pardon (The Romance of Rosy Ridge) de Roy Rowland
- 1948 : La mariée est folle (The Bride Goes Wild) de Norman Taurog
- 1948 : L'Enjeu (State of the Union) de Frank Capra
- 1949 : Tragique Décision (Command Decision) de Sam Wood
- 1949 : Maman est étudiante (Mother Is a Freshman) de Lloyd Bacon
- 1949 : La Scène du crime (Scene of the Crime) de Roy Rowland
- 1949 : Amour poste restante (In the Good Old Summertime) de Robert Z. Leonard
- 1949 : Bastogne (Battleground) de William A. Wellman

#### Années 1950
- 1950 : Le Chevalier de Bacchus (The Big Hangover) de Norman Krasna
- 1950 : Jamais deux sans toi (Duchess of Idaho) de Robert Z. Leonard
- 1951 : J'épouse mon mari (Grounds for Marriage) de Robert Z. Leonard
- 1951 : Vénus en uniforme (Three Guys Named Mike) de Charles Walters
- 1951 : Tout ou rien (Go for Broke!)  de Robert Pirosh
- 1951 : It's a Big Country, de Clarence Brown, Don Hartman, John Sturges…
- 1951 : L'Âge d'aimer (Too Young to Kiss) de Robert Z. Leonard
- 1952 : L'Invitation (Invitation) de Gottfried Reinhardt
- 1952 : Aventure à Rome (When in Rome) de Clarence Brown
- 1952 : Washington Story de Robert Pirosh
- 1952 : Capitaine sans loi (Plymouth Adventure) de Clarence Brown
- 1953 : La Petite Constance (Confidentially Connie) d'Edward Buzzell

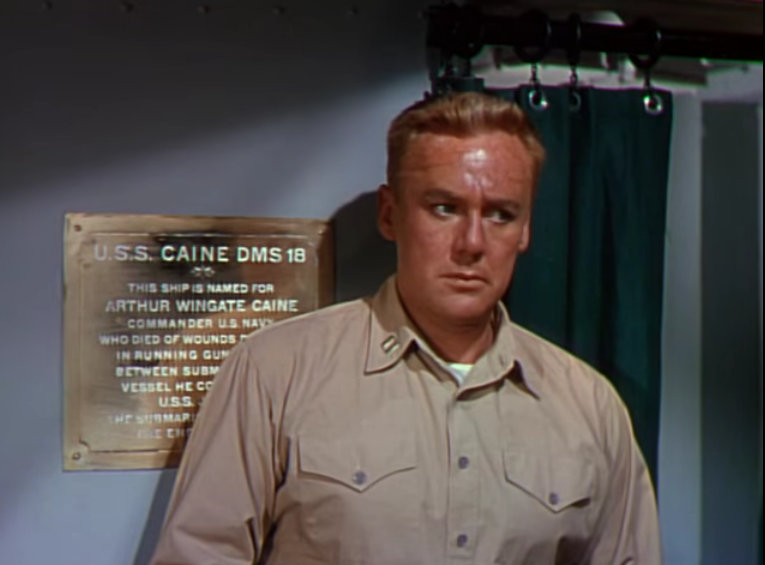
Dans Ouragan sur le Caine (1954)

- 1953 : Drôle de meurtre (Remains to Be Seen) de Don Weis
- 1953 : Désir d'amour (Easy to Love) de Charles Walters
- 1954 : L'Attaque de la rivière rouge (The Siege of the Red River), de Rudolph Maté
- 1954 : L'Escadrille panthère (Men of the Fighting Lady) de Andrew Marton
- 1954 : Ouragan sur le Caine (The Caine Mutiny) de Edward Dmytryk
- 1954 : Brigadoon (Brigadoon) de Vincente Minnelli
- 1954 : La Dernière Fois que j'ai vu Paris (The Last Time I Saw Paris) de Richard Brooks
- 1955 : Vivre un grand amour (The End of the Affair) d'Edward Dmytryk
- 1956 : Le Fond de la bouteille (The Bottom of the Bottle) de Henry Hathaway
- 1956 : Immortel Amour (Miracle in the Rain) de Rudolph Maté
- 1956 : À vingt-trois pas du mystère (23 paces to Baker Street) de Henry Hathaway
- 1957 : Calomnie (Slander) de Roy Rowland
- 1957 : Kelly et moi (Kelly and Me) de Robert Z. Leonard
- 1957 : Au bord du volcan (Action of the Tiger) de Terence Young
- 1959 : The Last Blitzkrieg de Arthur Dreifuss
- 1959 : Cri d'angoisse : le major Baxter Grant
- 1959 : Fils de forçat (Beyond This Place) de Jack Cardiff

#### Années 1960
- 1960 : Le Général ennemi (The Enemy General) de George Sherman
- 1963 : Le Divan de l'infidélité (Wives and Lovers) de John Rich
- 1967 : Divorce à l'américaine (Divorce American Style) de Bud Yorkin
- 1968 : Les Gamines explosives (Where Angels Go, Trouble Follows) de James Neilson
- 1968 : Les tiens, les miens, le nôtre (Yours, Mine and Ours) de Melville Shavelson
- 1969 : Sur ordre du Führer (Eagles Over London) d'Enzo G. Castellari
- 1969 : Texas (The Price of Power) de Tonino Valerii
- 1971 : L'Œil de l'araignée (L'occhio del ragno) de Roberto Bianchi Montero

#### Années 1970 et 1980
- 1979 : SOS Concorde (Concorde Affaire '79) de Ruggero Deodato
- 1979 : Corléone à Brooklyn (From Corleone to Brooklyn) d'Umberto Lenzi
- 1980 : L'Enlèvement du président (The Kidnapping of the President) de George Mendeluk
- 1982 : Crime au cimetière étrusque (Assassinio al cimitero etrusco) de Sergio Martino
- 1985 : La Rose pourpre du Caire (The Purple Rose of Cairo) de Woody Allen
- 1986 : Laggiù nella giungla de Stefano Reali
- 1988 : Taxi Killer de Stelvio Massi
- 1989 : Killer Crocodile de Fabrizio De Angelis
- 1990 : La Fuite au paradis (Fuga dal paradiso) d'Ettore Pasculli : le vieux conteur
- 1991 : Delta Force Commando II: Priority Red One de Pierluigi Ciriaci
- 1992 : Clowning Around de George Whaley (actor) (en)
- 1992 : Three Days to a Kill de Fred Williamson

### Télévision
- 1955 : I Love Lucy (série télévisée, 1 épisode)
- 1966 : Batman (série télévisée, 2 épisodes)
- 1970 à 1971 : Doris Day comédie ("The Doris Day Show") (série TV)
- 1971 : Le Virginien (TV) saison 9 épisode 18 (The Angus Killer) : Alonzo Worth
- 1972 : Man in the Middle de Herbert Kenwith (téléfilm)
- 1984-1990 : Arabesque (Murder, She Wrote) (série télévisée, 3 épisodes)
- 1990 : Arabesque : épisode Oraisons funèbres (saison 7)